# Industria textil en el Porfiriato

## Desarrollo de la industria textil antes del Porfiriato
Con la llegada de la Primera Revolución Industrial, en el siglo XVIII, una de las primeras industrias en tener un gran desarrollo es la textil con la producción del algodón en Gran Bretaña, mismo que era extraído en bruto en sus colonias. Durante principios de este periodo, la demanda de telas de algodón y la competencia comercial con comerciantes asiáticos condujo a la búsqueda de nuevos procedimientos para acelera los procesos de producción, desarrollándose de esta manera los primeros telares he hiladoras. Esto es fundamental, ya que la innovación tecnológica fomentó el desarrollo del capitalismo a nivel mundial.
Los textiles han sido siempre parte de la artesanía y de la tradición en México. Como en otros países, en torno a ellos se hizo parte importante de la industrialización, en especial porque el país era gran productor de algodón. Después de la independencia de México, comenzó la industrialización de la nación. Durante el gobierno de Guadalupe Victoria, la minería era la industria con mayor apoyo. En 1829 el presidente Vicente Guerrero tenía como objetivo alentar una industria nacional por la vía del proteccionismo, pero fue removido de la presidencia antes de poder llevar a cabo sus planes. El gobierno de Anastasio Bustamante también mostró mucho interés en la industria textil.
Fue el político conservador Lucas Alamán quien mayores esfuerzos sistemáticos hizo por la industrialización de México, como funcionario público y como ciudadano. En 1830 fundó el Banco de Avío, que financió a 29 empresas, nueve de las cuales eran fábricas textiles de algodón. De 1839 hasta su muerte, en 1853, fue director de la Junta de Fomento de la Industria (Dirección de la Promoción de la Industria) 
Los textiles han sido siempre parte de la artesanía y de la tradición en México. Como en otros países, en torno a ellos se hizo parte importante de la industrialización, en especial porque el país era gran productor de algodón. En ese sentido, el desarrollo moderno de la industria textil empezó a vislumbrar un primer avance significativo a partir del año de 1830, dándose la apertura de fábricas  
Para 1837 se inauguraron 4 fábricas modernas de hilado, y para 1847 ya existían 47 en todo el país. A pesar de este aumento en la producción, la industria no fue capaz de satisfacer la demanda que competía contra los productos de otros países, los cuales en algunos casos eran de mejor calidad  
La productividad alcanzó un desarrollo importante. Sin embargo, esta no era igual de competente que la de otros países. Dicha situación, aunada a la insuficiente dispoción de materia prima para la manufacturación de productos, la poca capacitación de los trabajadores y la imposición de altos gravámenes e impuestos fomentaron la necesidad de modernizar aún más la industria 
Con el establecimiento del capitalismo como sistema productivo, ocasionado por la consolidación de la economía mercantil a partir de 1850, se esclarece la división social del trabajo. En ese sentido, el fomento que se le otorgó a la industria textil y de confección durante este periodo responde al interés por configurar economías de escala, así como por la imposición de altas tarifas en los aranceles al momento de importar telas e indumentaria, hecho que se logró mediante una protección concedida por el gobierno 
Ya para mediados del siglo XIX la ocupación laboral descendió, generando un total de 43 mil empleos. A pesar del fomento económico y de la modernización de los talleres, la situación de vida de los obreros era deplorable. Las extensas jornadas laborales, los salarios increíblemente bajos y la mala calidad de vida revelan el poco interés por parte del gobierno y de empresarios en mejorar la situación de vida de los trabajadores.
La situación turbulenta en la que se encontraba inmersa en el país fue la razón por la cual la industria textil experimentó momentos de crisis y poca productividad, siendo la dictadura de Santa Anna, la guerra de los Tres Años y la intervención francesa los acontecimientos que repercutieron en gran escala, no solo a la industria textil y de confección, sino que a todo México durante la primera mitad del siglo XIX.

## Durante el porfiriato

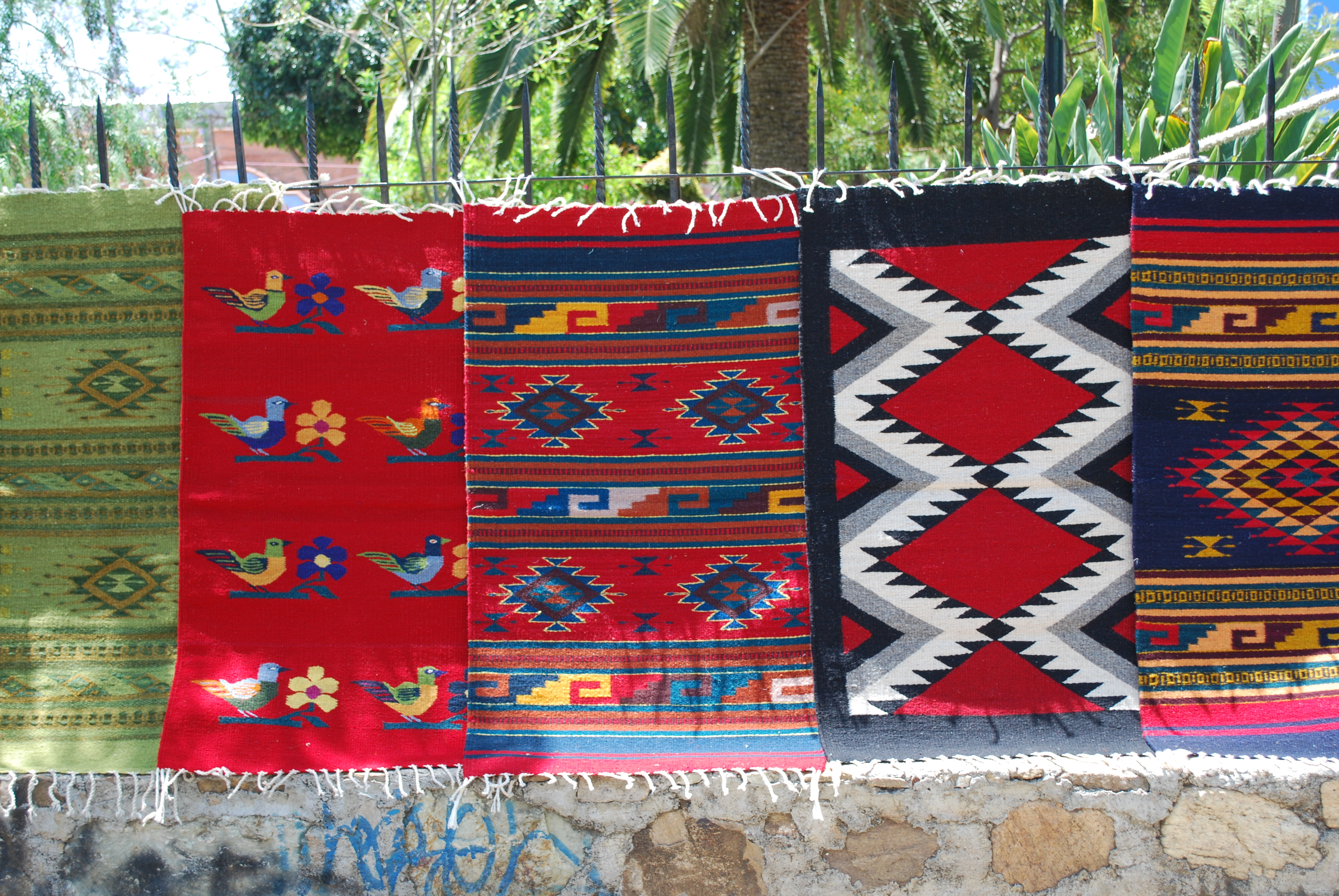
El colorido de los textiles de Zaachila, Oaxaca, es típico de la región

Con la instauración del Porfiriato, periodo comprendido entre 1876 y 1910 durante el cual el ejercicio del poder en México estuvo bajo control de Porfirio Díaz, se presenta un cambio en cuanto a la situación en la que se encontraba inmersa la industria. Un rasgo que define a la industria en este momento es la implementación de una política de privilegios, manifestada en imposición de cuotas salariales bajas, la introducción de nuevas tecnologías que agilicen la producción en los talleres de hilado y tejido
En ese sentido, la inversión en la industria textil en México durante el porfiriato, resultó favorecida por diferentes circunstancias entre las cuales se encuentran las concesiones federales o locales a particulares nacionales o extranjeros, con la finalidad de que exploten los recursos del territorio y así inaugurar sus empresas industriales. Así como la imposición de medidas proteccionistas, a través de gravamenes a aranceles de 50% a 200% del valor de importación favoreció, los contactos con el extranjero, el aumento poblacional y la creación de nuevos medios de comunicación. Esto implicó un crecimiento en el mercado y gran demanda nacional. El auge de la industria textil trajo consigo un crecimiento en el mercado financiero y aumentó la relación entre el poder político y el económico.

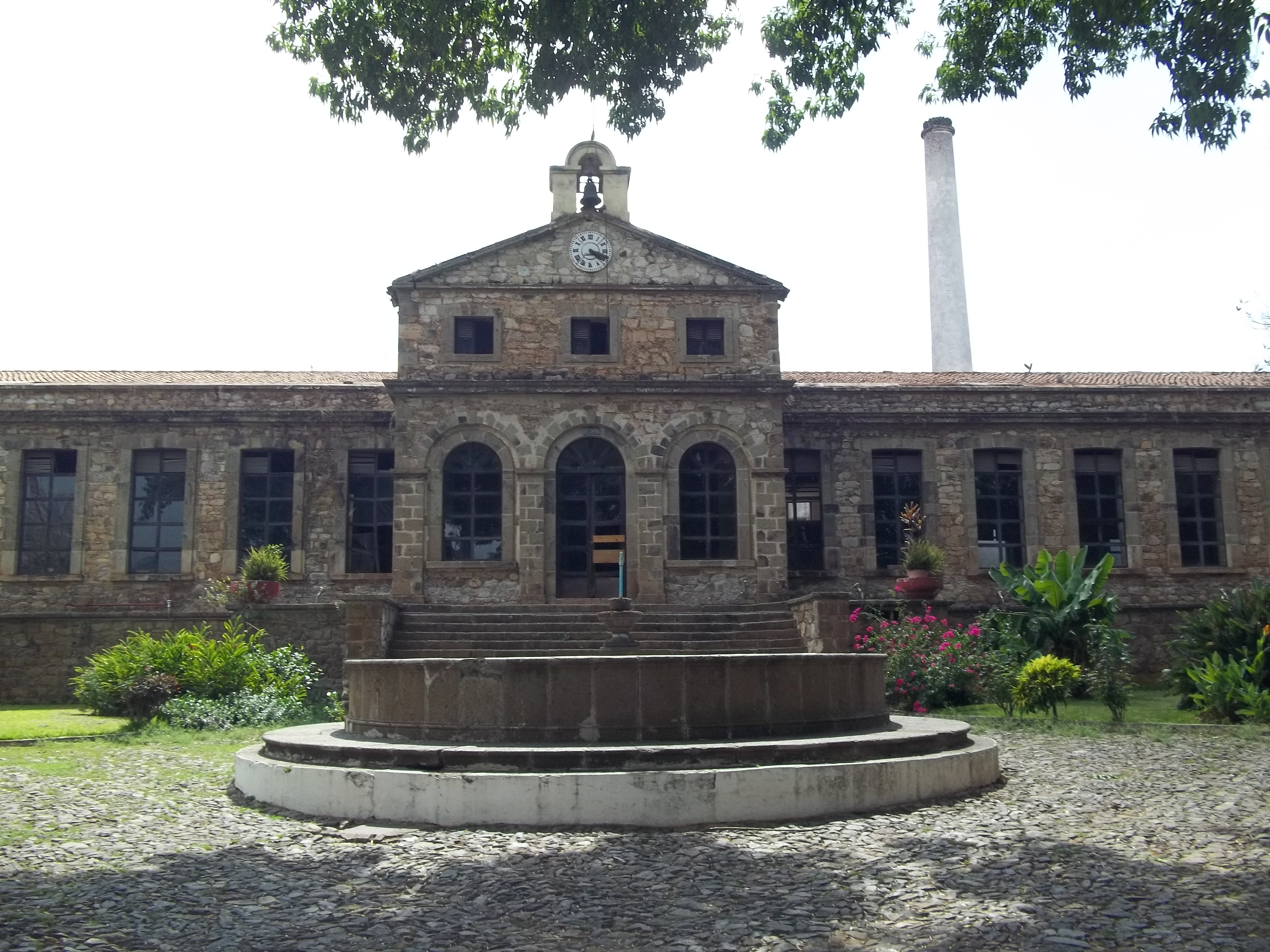
Fábrica de Hilados y Tejidos de Bellavista, Nayarit. Foto contemporánea

Conforme aumentaba la inversión extranjera aumentaba el número de fábricas. En 1845, en vísperas de la Intervención estadounidense en México, existían 52 fábricas textiles de algodón esparcidas por toda la república: veinte en Puebla, ocho en México, siete en Veracruz, cuatro en Jalisco, que aún incluía Nayarit; cinco en Durango, dos en Querétaro, una en Sonora, dos en Coahuila, una en Michoacán y dos en Guanajuato.Durante la primera mitad del siglo XX ya existía un tercio más de fábricas y la fuerza laboral se multiplico a un 60% entre 1877 hasta 1910
Durante la guerra con Estados Unidos, México perdió vidas, tiempo y dinero, lo cual influyó para que la competencia de los productores nacionales con el contrabando norteamericano creciera.

La lucha entre liberales y conservadores provocaba una política económica inestable, y los industriales se enfrentaban a problemas en las vías de comunicación. A pesar de ello, tanto el número de empresas textiles como el de husos y telares, crecieron considerablemente. La industria integró en este periodo los procesos de hilados y tejidos, y aumentó su tamaño promedio. Con el triunfo liberal en 1867, Sebastián Lerdo de Tejada y Melchor Ocampo fueron estableciendo las bases para el desarrollo industrial que se daría en el porfiriato.

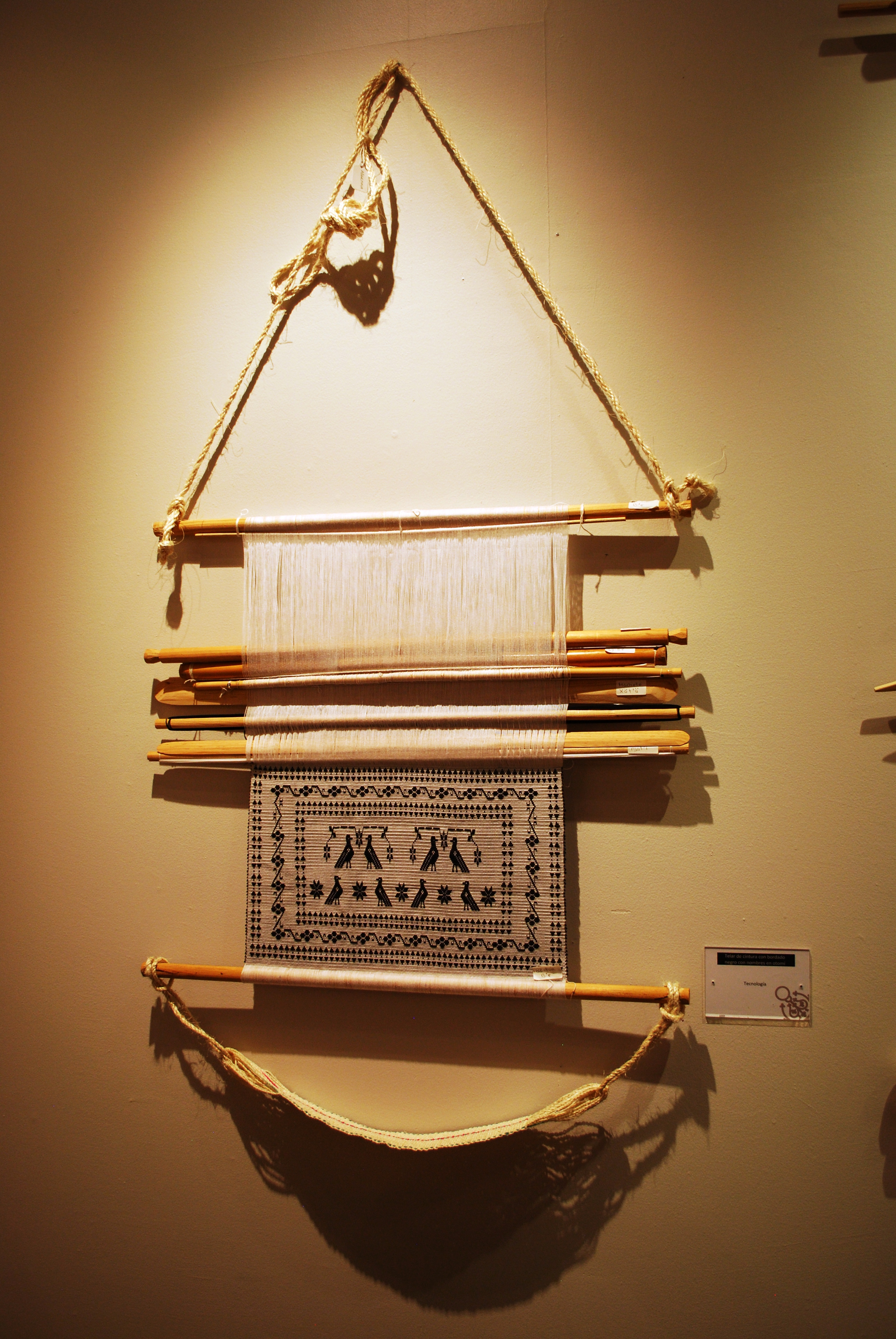
Telar artesanal del estado de Hidalgo, donde los textiles han sido parte de la tradición

Debido a que en 1886 se produjo un estancamiento de la industria textil, el gobierno de Porfirio Díaz generó nuevas facilidades para la actividad económica privada, nacional y extranjera. Surgió una nueva política proteccionista para los productos nacionales y se favoreció la importación de materias primas y tecnología. A partir de 1893 comenzó un proceso sostenido de crecimiento que es considerado el boom económico del porfiriato. Dentro de la industria textil hubo un avance sostenido de ventas, lo que generó un proceso de expansión y renovación tecnológica de muchas empresas. En 1906 nuevos capitalistas, franceses y españoles en su mayoría, invirtieron en la industria, las plantas fueron modernizadas y las fábricas llegaron a formar parte de corporaciones.
Los pioneros de la industria ya estaban muertos y los que se quedaron al mando fueron sus herederos. Los empresarios al mando con el interés de aumentar sus ganancias trataban de imponer una mayor eficiencia en la producción, recurrían a medidas extremas de control y exigencias sobre los trabajadores.
En 1906 los obreros textiles hicieron veintidós huelgas y en 1907 diecisiete, las cuales sirvieron como indicador del nivel de conflicto obrero-patronal a nivel nacional. La huelga de Río Blanco, una de las más sangrientas, fue un claro ejemplo del porqué debían cambiar las relaciones de producción. 
En el Porfiriato ocurrieron una cantidad considerable de huelgas, las cuales inician su ascenso a partir de 1905 y alcanzan su pico en 1907. Podemos encontrar huella de estas huelgas en diferentes periódicos de la época, en los cuales se registraron alrededor de 25 huelgas importantes en todo el país para el año de 1907
A partir de 1909 la oferta de algodón sobrepasó a la demanda de los productores textiles mexicanos. A lo largo de 1890 a 1940, solamente cuatro empresas textiles intercambiaban sus acciones en la bolsa, había poco endeudamiento y esto no era algo bueno, ya que significa que los recursos existentes para invertir en la misma estaban más limitados impidiendo que las empresas crecieran y si lo hacían, era de forma más concentrada. Esto traía como consecuencia que hubiera menos inversionistas, lento desarrollo dentro de un periodo que fue considerado como un periodo de gran expansión. En general el porfiriato fue el periodo de mayor prosperidad y productividad, gran desarrollo de la producción de algodón, pero cabe recalcar que el crecimiento no fue homogéneo.

## Puebla y Tlaxcala

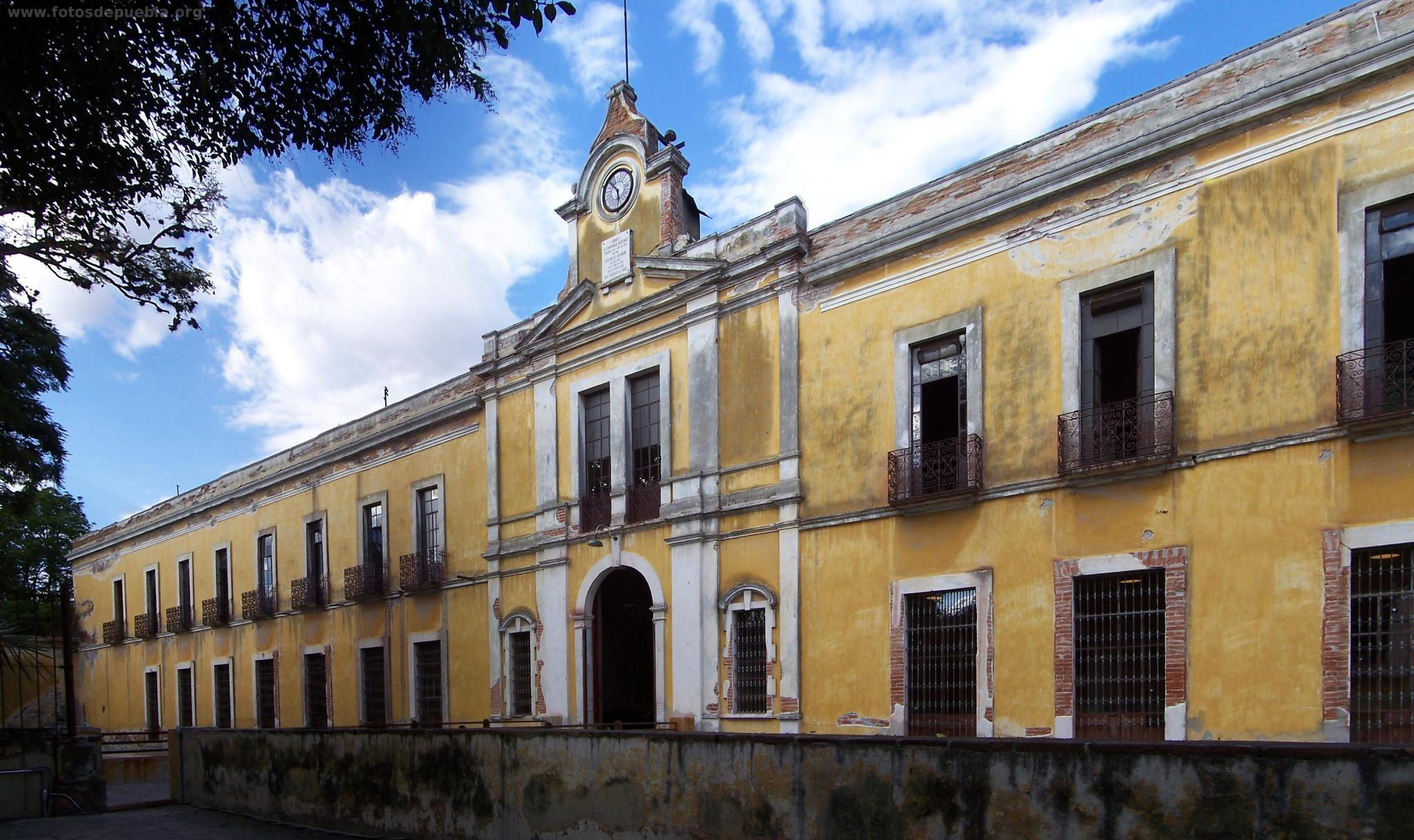
La Constancia Mexicana, en Puebla, fue la primera textilera mecanizada y que usó energía hidráulica. Inició actividades en 1835

Puebla y Tlaxcala fueron los estados donde la industria textil tuvo gran desarrollo durante el porfiriato. Los empresarios más importantes de esta región eran agricultores o comerciantes españoles. Gran parte de los empresarios acumularon sus capitales en el comercio, adueñándose de casi todas las fábricas de Puebla y Tlaxcala. Durante este periodo la estabilidad política alentaba las inversiones, la ampliación de un mercado interno mejor integrado generando un gran interés por parte de los inversionistas dentro de la industria textil, de alimentos y bebidas, y la minero-metalúrgica.
En la industria textil la venta de telas dependía del rendimiento y la comercialización de las cosechas; si eran malas, los precios de los alimentos subían y la gente posponía la compra de ropa.  Lo mismo ocurría si el transporte y organización provocaban alza en los productos básicos.
Las fuentes de financiamiento de la industria venía de capitales privados. Manuel Rivero Collada fue uno de los empresarios más importantes y ricos de Puebla durante el porfiriato. Él invirtió su capital en los abarrotes y al mismo tiempo invirtió en la industria textil adquiriendo la fábrica de San Juan Bautista Amatlán. Leopoldo Gavito, Ignacio Noriega y los hermanos Ventura e Higinio González Cosío fueron grandes empresarios e inversionistas en Puebla. 
Tanto en Puebla como en Tlaxcala se buscó innovación para poder hacer frente a la gran competencia de grandes fábricas de la Ciudad de México y Orizaba. La introducción de maquinaria textil moderna en gran escala exigió incorporar otras fuentes de energía de mayor potencia que las empleadas hasta entonces. Se fue buscando implementar la energía hidroeléctrica. La maquinaria era importada principalmente de Inglaterra y esto ocasionó un mayor costo de arranque y problemas de mercado.

## El Valle de Orizaba

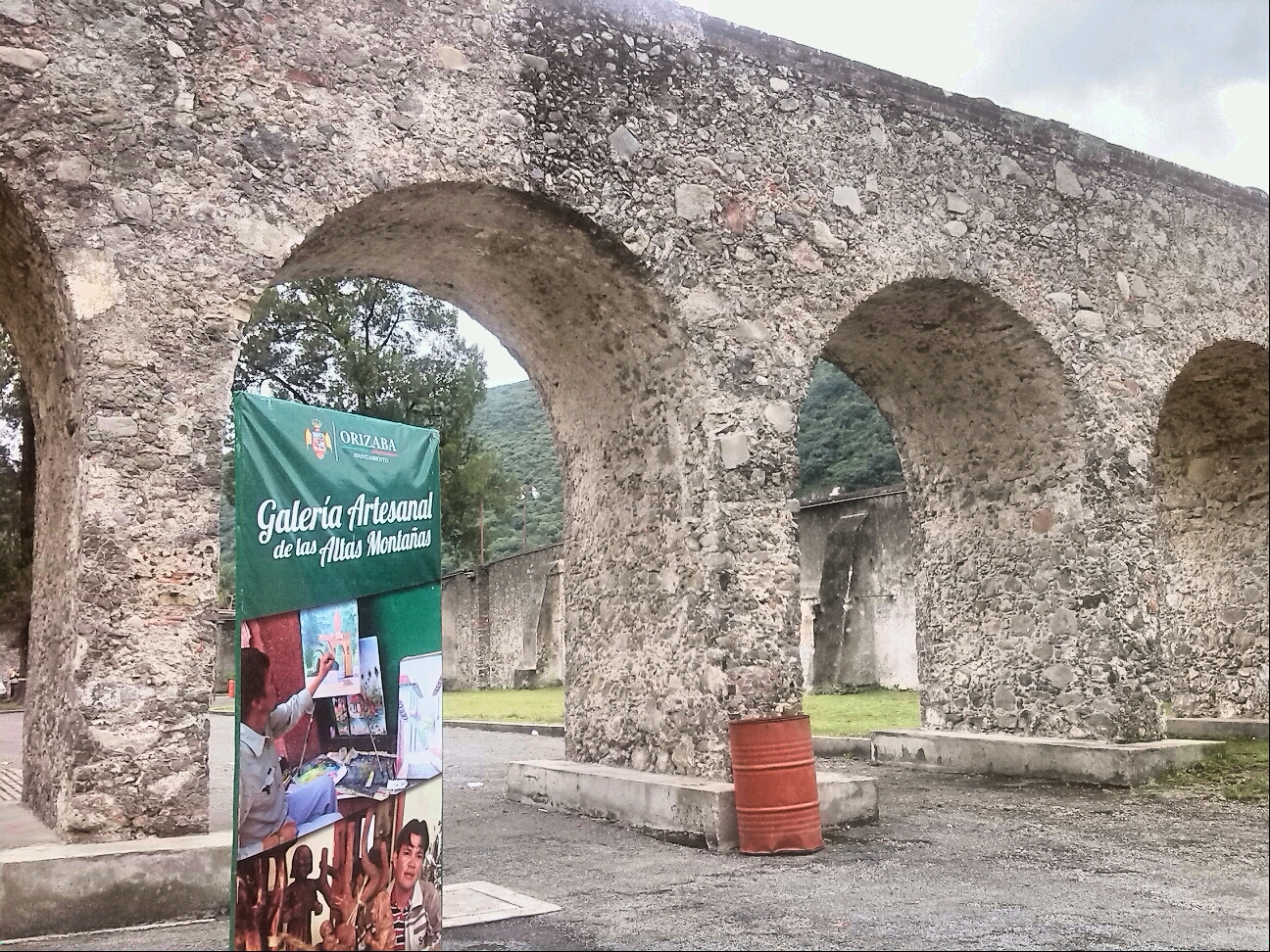
Acueducto de la exfábrica textil de Cerritos, Orizaba

Veracruz fue uno de los lugares donde mayor desarrollo tuvo la industria textil, principalmente en Valle de Orizaba, Río Blanco, Nogales y Santa Rosa. Ahí se encontraban varias líneas de ferrocarril y otras empresas industriales.
El Valle de Orizaba tenía varias características estratégicas que lo hicieron “deseable”, como su cercanía a las ciudades de Veracruz, Puebla y México. Debido a los caminos podía tener un mayor control sobre el tráfico de mercancías. El acceso a abundantes recursos hídricos, a mano de obra, a fuentes de alimentos y políticas gubernamentales permitieron que el Valle de Orizaba fuera bastante adecuado para el desarrollo de la industria.
La Compañía Manufacturera de Cerritos SA fue constituida el 19 de abril de 1886 por Signoret, Boujarc y Cía, dueños de la tienda “El Puerto de Veracruz”. Otras tiendas eran “El Correo Francés” y “El Gran Oriental”. El 28 de junio de 1889 los dueños de las tiendas ya mencionadas y de otras como “La Ciudad de Londres” y “El Palacio de Hierro”, se reunieron en la Ciudad de México para fundar la Compañía Industrial de Orizaba SA (CIDOSA). Uno de los objetivos de esta empresa era la explotación en la República Mexicana de fábricas de hilado, tejido y estampado.
En 1892 CIDOSA inauguró la fábrica de Río Blanco; la producción duplicó la producción nacional. En Santa Rosa también se inauguraron varias fábricas de grandes dimensiones. Las factorías de Orizaba cobraron fama de ser las más modernas al final del siglo XIX; aquí la industria se concentró en siete fábricas: Cocolapam, San Lorenzo, Cerritos, Río Blanco, Santa Gertruis, Santa Rosa y Mirafuentes. San Lorenzo fue fundada por Lucas Alamán.

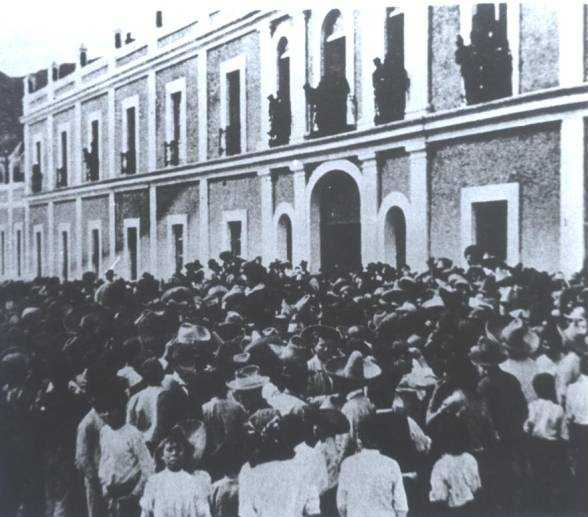
Río Blanco, cerca de Orizaba, pasó a la historia por la huelga de 1907. En su tiempo era la fábrica más moderna y que mejores sueldos pagaba

La industria textil dependió de la energía hidráulica; en Orizaba se aprovechaba el agua de los ríos Orizaba, Tlilapan y Blanco; CIDOSA, La Compañía Industrial Veracruzana, Sociedad Anónima (CIVSA) y The Santa Gertrudis Jute Mill Company Limited fueron las compañías que obtuvieron los derechos del agua de estos ríos.
Después se optó por utilizar la energía hidroeléctrica, la cual permitió un control más riguroso de las temperaturas y disminuyó el peligro de incendios de los almacenes de algodón.
De 1890 a 1920 las compañías textiles utilizaron maquinaria y procesos que venían de Estados Unidos o de Inglaterra; algunas empresas mejoraron técnicas que después fueron patentadas por ellas mismas. En la última década del siglo XIX algunas fábricas eligieron especializarse en ciertos productos, otras manufacturaban toda una variedad de textiles de calidad, como en el caso de CIDOSA, la tenedora de las acciones de Río Blanco y otras fábricas, que debido a sus productos la premiaron en la Exposición Universal de Chicago en 1893. Un año antes CIDOSA adquirió su propia marca, “La Yucateca”.
A todas las tiendas que tenían como distribuidores sus propias sucursales y agentes de ventas, los cuales se encontraban por todo el territorio mexicano, “La venta personal y por sucursales les permitió acercarse a pueblos aislados y obtener ganancias de mercados locales y regionales”. Otra forma de aumentar las ganancias en las tiendas fue el utilizarlas como bancos y formar monopolios. El Valle de Orizaba fue la tercera región más importante en la producción de tejidos de algodón. A diferencia de algunas tradicionales de Puebla, las fábricas en Orizaba apostaban hacia una producción mecanizada a gran escala.

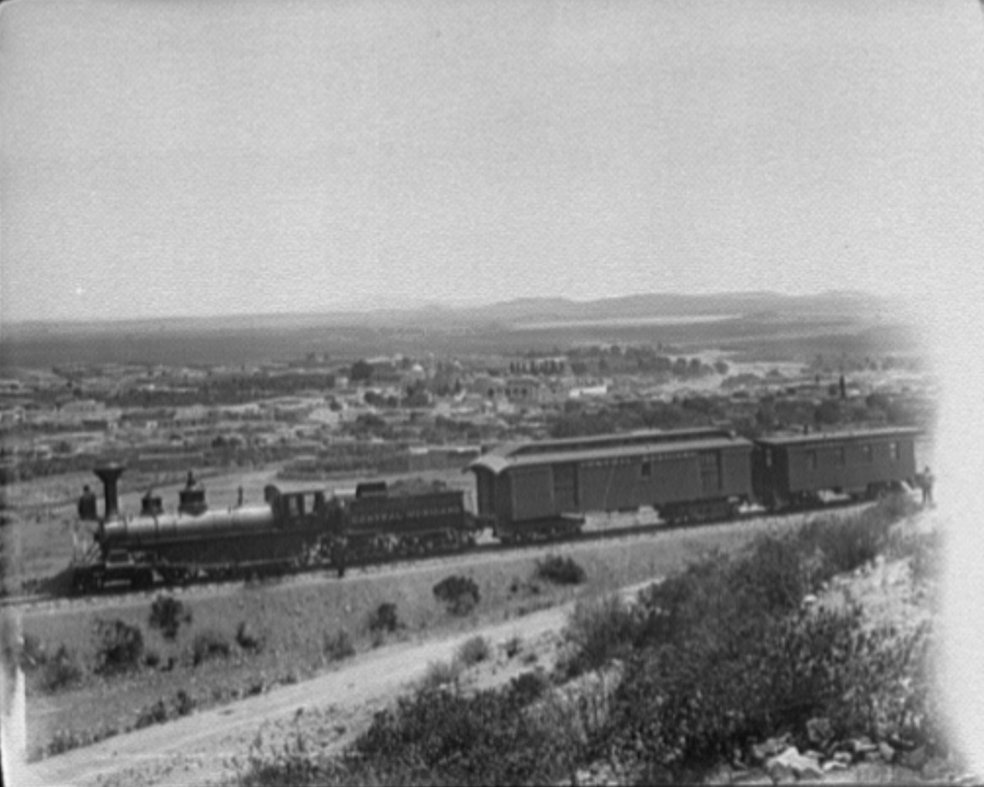
Ferrocarril arribando a Torreón, a finales del.

A partir de que comenzaron a operaran las fábricas textiles hasta 1900 se observó un crecimiento del 159% de la población, mientras que en las demás ciudades del Estado la tasa fue del 90%. Los obreros eran principalmente hombres indígenas, campesinos, artesanos, etc. Al principio los supervisores y empleados administrativos eran extranjeros, pero después se capacitó a los trabajadores mexicanos. CIDOSA y CIVSA apoyaron escuelas municipales y apoyaron las iniciativas de los obreros de establecer escuelas, por lo que se pudo ver que la industria textil trajo un desarrollo amplio en diversas ramas sociales y económicas.
El cultivo del algodón, junto con el ferrocarril, permitieron un crecimiento explosivo de la industria textil mexicana y el surgimiento de nuevas ciudades en las áreas productoras. Los ejemplos más impactantes del fenómenos son los de las ciudades norteñas de Torreón, Coahuila y Gómez Palacio, Durango, ambas en La Laguna. A partir del boom del algodón, la primera pasó de tener cinco mil habitantes en 1895 a 34 mil en 1910, y Gómez Palacio aceleró aún más el crecimiento que ya tenía, derivado de su industria jabonera. Ambas urbes se electrificaron y modernizaron antes que el resto del país.

## Después del porfiriato

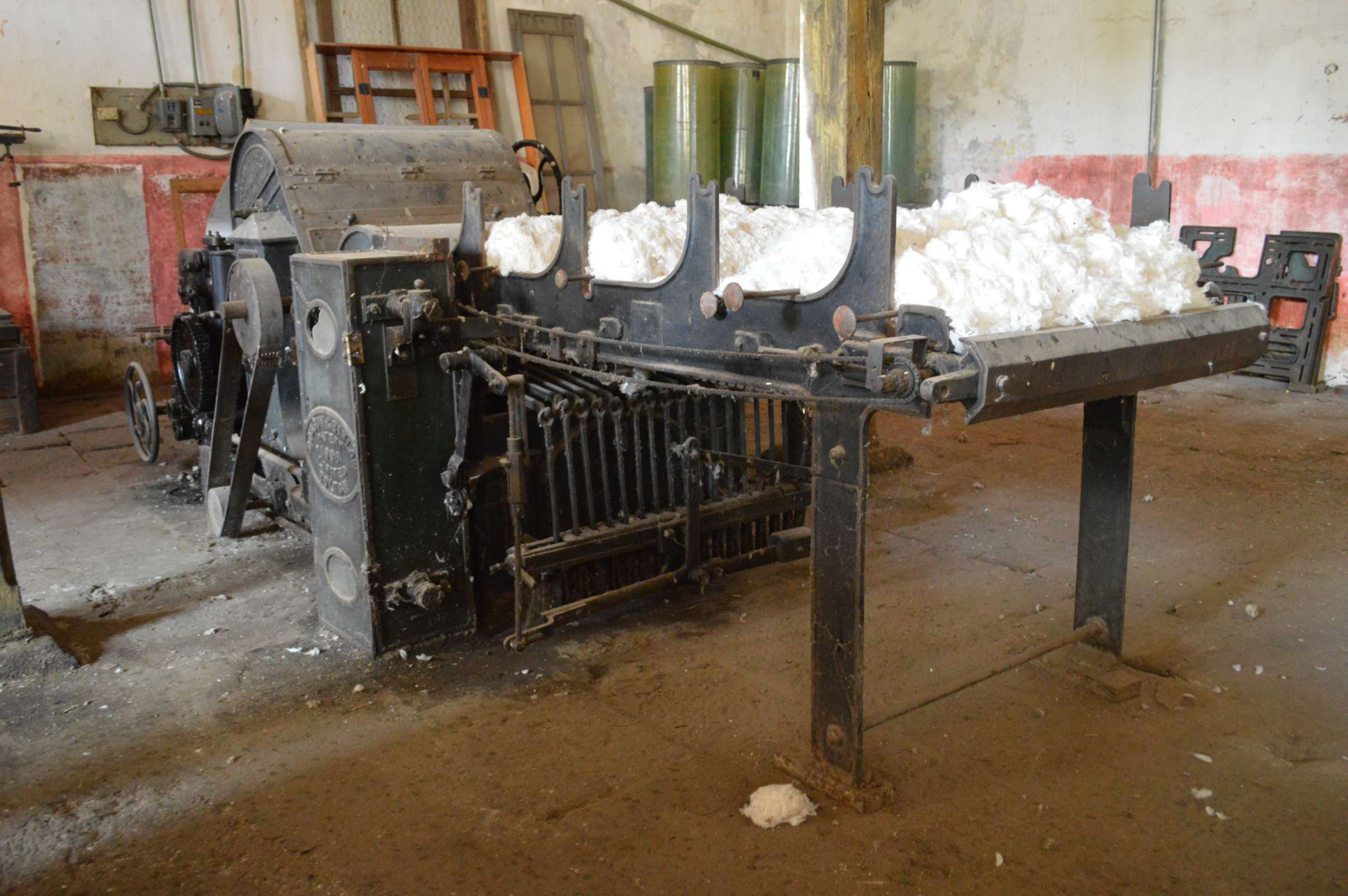
La hoy vieja maquinaria textil de la fábrica de San Pedro, Michoacán, muestra el inicio de producción de la fibra de algodón

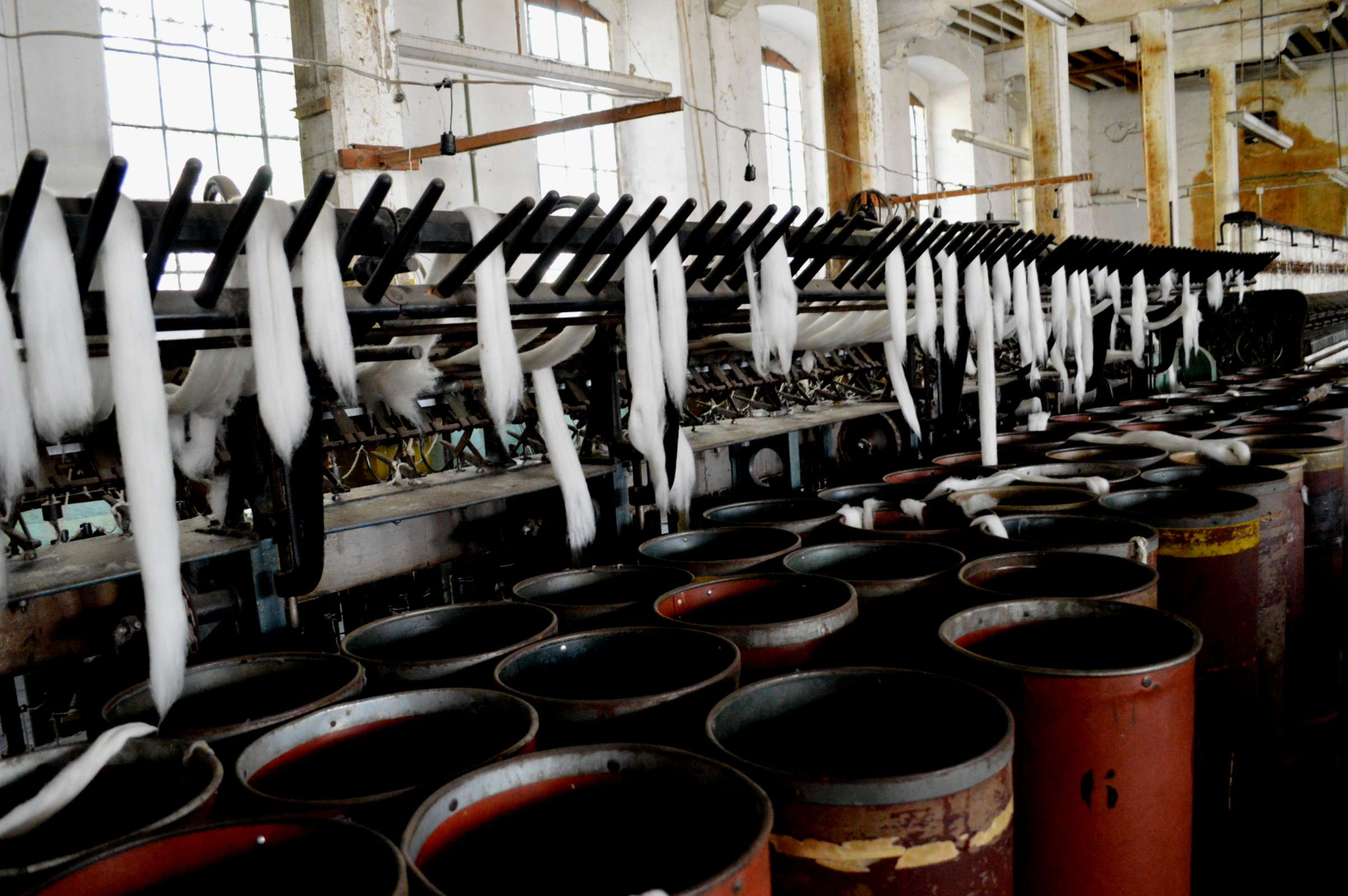
De la fábrica michoacana de San Pedro salieron toneladas de hilo de algodón

Durante la Revolución Mexicana, varias empresas tuvieron que reducir su producción e incluso algunas se vieron en la necesidad de cerrar por completo, debido a que la economía del país estaba paralizada. Los industriales se enfrentaron a un problema de escasez de materia prima. 
Los años siguientes fueron muy cambiantes: algunos años había crecimiento y a la vez había caídas. Esto dependía de los problemas laborales y de los reajustes de la economía. La industria textil se encontraba ante un difícil camino y los años siguientes fueron de lenta recuperación.
Después de la revolución hubo grandes acontecimientos a lo largo de todo el país. En Puebla fueron abandonadas algunas fábricas debido a saqueos, incendios y a la dificultad en la comercialización de materias primas.
A mediados del siglo XX el 41% de la industria textil se encontraba distribuida por todo el país. Lo común era producir mantas rústicas de consumo popular. Al ampliarse el mercado, la industria recibió un fuerte impulso, aumentó el número de fábricas y el proceso de fabricación de textiles de algodón se mecanizó casi por completo.